# Dysphania longimacula
Dysphania longimacula là một loài bướm đêm trong họ Geometridae.